# Zielaniec (obwód grodzieński)
Zielaniec (biał. Зелянец; ros. Зеленец, Zieleniec; hist.: pol. Juryzdyka; biał. Юрзды́ка, Jurzdyka) – wieś na Białorusi, w obwodzie grodzieńskim, w rejonie korelickim, w sielsowiecie Rajca.

## Historia
W dwudziestoleciu międzywojennym Juryzdyka leżała w Polsce, w województwie nowogródzkim, w powiecie nowogródzkim, w gminie Rajce, której władz była siedzibą. W 1921 miejscowość liczyła 52 mieszkańców, zamieszkałych w 8 budynkach, w tym 30 Białorusinów, 21 Polaków i 1 osobę innej narodowości. 26 mieszkańców było wyznania rzymskokatolickiego i 26 prawosławnego.
Po II wojnie światowej w granicach Związku Sowieckiego. Od 1991 w niepodległej Białorusi.